# Xu Lili
Xu Lili (kin. 徐丽丽; pinyin: Xú Lìlì) (Binzhou, Kina, 18. veljače 1988.) je kineska judašica u kategoriji do 63 kg. 2011. je postala kontinentalnom prvakinjom na Azijskom prvenstvu dok je na Olimpijadi u Londonu 2012. izgubila u finalu od slovenske predstavnice Urške Žolnir.

## Olimpijske igre

### OI 2012. London
| London 2012.           | London 2012. | London 2012.    | London 2012. |
| Protivnik              | Zemlja       | Uspjeh          | Natjecanje   |
| ---------------------- | ------------ | --------------- | ------------ |
| Mariana Silva          | Brazil       | 101:1; pobjeda  | 1. krug      |
| Edwige Gwend           | Italija      | 211:2; pobjeda  | 2. krug      |
| Elisabeth Willeboordse | Nizozemska   | 1000:1; pobjeda | četvrtfinale |
| Joung Da-Woon          | Južna Koreja | 11:2; pobjeda   | polufinale   |
| Urška Žolnir           | Slovenija    | 11:100; poraz   | finale       |

## Vanjske poveznice
- Judoinside.com  Arhivirana inačica izvorne stranice od 12. siječnja 2012. (Wayback Machine)